# (32692) 4329 T-1
4329 T-1 (asteroide 32692) é um asteroide da cintura principal. Possui uma excentricidade de 0.17460560 e uma inclinação de 4.04189º.
Este asteroide foi descoberto no dia 26 de março de 1971 por Cornelis Johannes van Houten e Ingrid van Houten-Groeneveld e Tom Gehrels em Palomar.